# Lintjärnet (Silleruds socken, Värmland)
Lintjärnet är en sjö i Årjängs kommun i Värmland och ingår i Göta älvs huvudavrinningsområde.